# Fergenhütte
Die Fergenhütte ist eine Berghütte der Sektion Prättigau des Schweizer Alpen-Clubs (SAC) im Schweizer Kanton Graubünden.
Die Selbstversorgerhütte liegt zuhinterst im Prättigau, östlich von Klosters-Monbiel, oberhalb der Klosterser Alpen und unterhalb des Südhangs des Fergenkegels auf einer Höhe von 2145 m ü. M., in aussichtsreicher Lage mit Blick ins Prättigau und Silvrettagebiet.
Die Hütte bietet ganzjährig 21 Schlafplätze, ist ganzjährig offen und unbewartet. Sie hat eine eigene Stromversorgung mit Wasserturbine zur Beleuchtung.

## Geschichte
Die erste Fergenhütte wurde 1920 in Fronarbeit erstellt und im Frühjahr 1922 durch eine Lawine zerstört. 1923 konnte dank dem Einsatz der damaligen Clubmitglieder ein Neubau erstellt werden. In den Jahren 1971, 1985 und 1994 wurden kleinere Erweiterungen und Renovationen durchgeführt.
Die nicht bewartete Hütte verfügt über eine Kochgelegenheit (Holzherd) und eine «Hüttenbar» mit Getränken und Snacks zur Selbstbedienung. Im Schlafraum stehen Duvets und Kopfkissen zur Verfügung. Als Waschgelegenheit dient der Brunnen vor der Hütte. Das Blockhaus-WC steht direkt neben der Hütte.

## Zufahrt und Zustiege
Die Zufahrt mit dem Auto oder dem Ortsbus erfolgt über die Monbieler- oder die Doggilochstrasse nach Aeuja und bis zum gebührenpflichtigen Parkplatz der Walsersiedlung Monbiel 1291 m ü. M. Von dort geht es der Strasse entlang taleinwärts bis zum Punkt 1332 m ü. M. Nun geht man links auf gutem Strässchen nach Schwendi und über den Alpboden in den Pardenner Wald. Ein schöner Waldweg führt in mässiger Steigung in grossen Kehren zu Punkt 1753 1753 m ü. M. (Waldgrenze). Der Fussweg steigt zunächst etwas steil an, quert den Hang nach Osten und führt zur Fergenhütte.
Die Hütte ist von der Schweizer Seite ab Monbiel in 2 bis 2½ Stunden zu Fuss erreichbar. Der Normalzustieg (Schwierigkeit T2) ist mit normalen Wanderschuhen machbar. Der Hüttenweg ist ab Monbiel mit Wegweisern der Bündner Wanderwege (BAW) markiert. Als alternativer Zustieg (Schwierigkeit T2) kann der etwas östlicher gelegene Weg über Obergarfiun, Obersäss genommen werden.

## Wander- und Klettertouren
Die Hütte eignet sich als Ausgangspunkt für Rundwanderungen und Touren mit Übergängen in die umliegenden Hütten: Seetalhütte SAC, Silvrettahütte SAC, Tübinger Hütte DAV, Saarbrückner Hütte DAV.

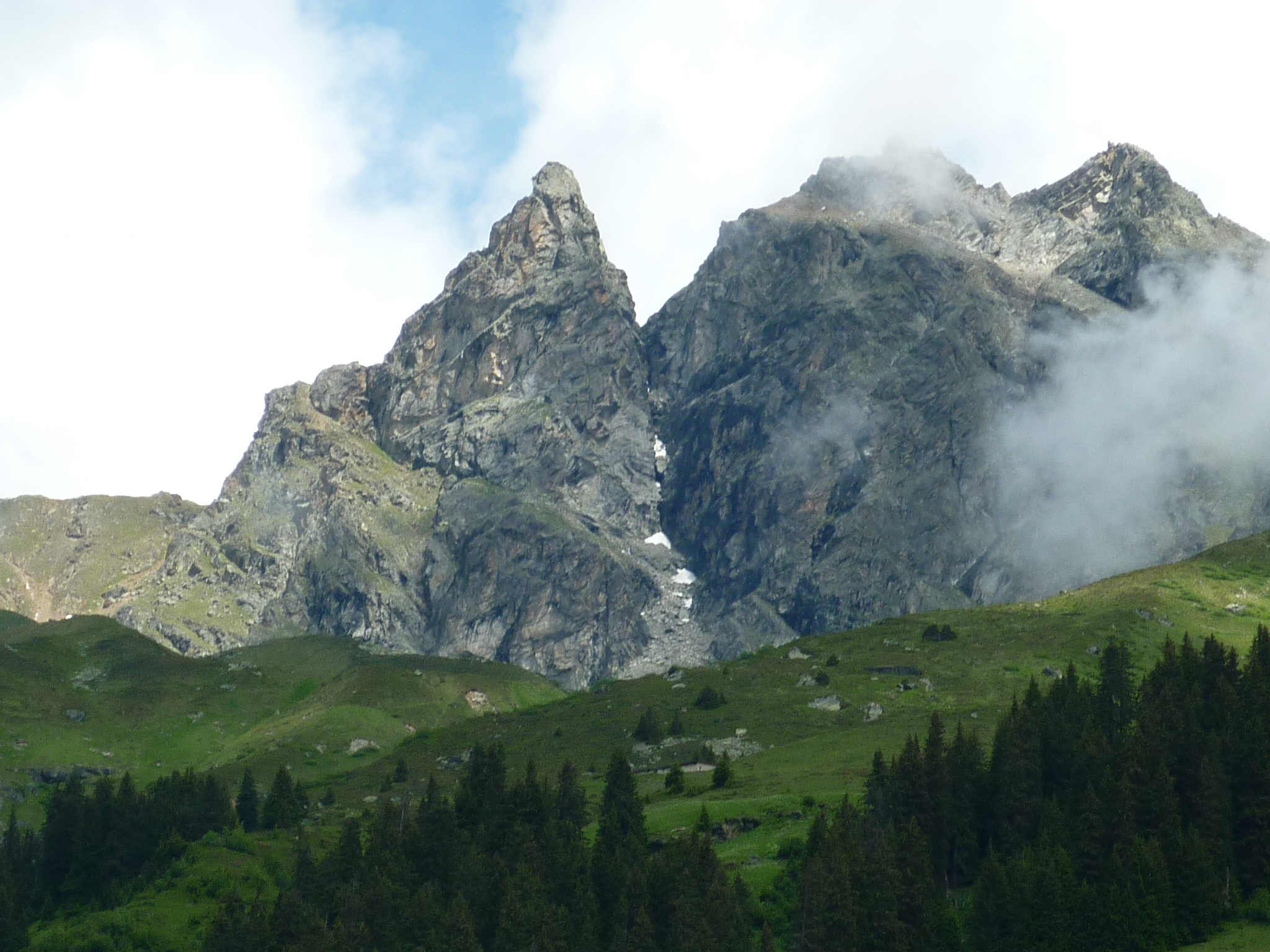
Fergenkegel 2844 m

Die alpine Kletterroute auf den Fergenkegel (2844 m ü. M.) ist ein Klassiker, der verschiedene Routen im IV. Schwierigkeitsgrad (Schlüsselstelle im V. Schwierigkeitsgrad) bietet.